# 606339 Kierpiec
606339 Kierpiec este o planetă minoră (asteroid) din centura de asteroizi. A fost descoperită pe 24 octombrie 2014 la  de . 
Obiectul prezintă o orbită caracterizată de o semiaxă mare de 2,1574772338975 UAi, o excentricitate de 0,21158209432831, o înclinație de 3,3553734702855 ° în raport cu ecliptica.